# Russell Allen
Russell Allen (Orwell, Ohio, 10 de març de 1913 - 2 d'abril de 1912) fou un ciclista estatunidenc, professional des del 1936 fins al 1938. Va participar en els Jocs Olímpics d'estiu de 1932.
Després dels Jocs Olímpics va passar al professionalisme i va competir tant a nivell nacional com internacional, fet que el va desqualificar dels futurs Jocs Olímpics. Aviat es va implicar molt en les curses americanes de sis dies, amb un total de trenta. Es va retirar el 1940, quan va esclatar la Segona Guerra Mundial.
Des de la mort de John Sinibaldi, el 2006, fins a la seva, va ser el ciclista olímpic estatunidenc més vell.

## Palmarès
- 1936
  - 3r als Sis dies de Buffalo (amb Xavier Van Slembroeck)
- 1937
  - 3r als Sis dies de Buffalo (amb Henry O'Brien)
- 1938
  - 3r als Sis dies de Buffalo (amb Henry O'Brien)